# ノクターナル・モルトゥム
ノクターナル・モルトゥム（NOKTURNAL MORTUM）は、ウクライナ出身のブラックメタル・バンド。
中心メンバーのKnjaz Varggothはロシア、ウクライナで数々のブラックメタル、RACバンドに参加している。日本において、彼が殺害されたというデマが流されたことがあった。

## 概暦
- 1991年末、前身のデスメタルバンド「Suppuration」が結成される。
- 1993年、所属レーベルの倒産により Suppurarion は解散。同年、Varggoth はブラックメタルバンド「Crystaline Darkness」を結成。
- 1994年、元Suppuration のメンバーも合流し、「ノクターナル・モルトゥム（NOCTURNAL MORTUM）」と改名する。
- 1995年末から1996年初頭にかけて、多くのデモを録音する。この頃からバンドのアルファベット表記を「NOKTURNAL MORTUM」に改める。
- 1997年、1stアルバム『Goat Horns』でデビュー。
- 1998年、全米向けの配給先として「ジ・エンド・レコード」と契約する。
- 2005年、4thアルバム『Weltanschauung』を「ノー・カラーズ・レコード」からリリース。
- 2009年、5thアルバム『The Voice of Steel』をリリース。
- 2017年、8年ぶりの6thアルバム『Verity』をリリース。

## スタイル
初期エンペラーの影響を窺わせるシンフォニックブラックメタルで、派手なキーボードアレンジを取り入れている。加えてウクライナ民謡から深くインスパイアされていて、曲中には民族楽器が使われることもある。これは、彼等の国粋主義的な面を反映しているものだと思われる。シンフォニック系のバンドとしては珍しく、アルバムはローファイなプロダクションで貫かれている。また、ブラックメタルで一般的な反キリスト教思想の他に、スラヴ民族の文化などを歌詞のテーマに取り込む事もある。
Varggoth の活動やバンドのアートワークなどから明らかなように、このバンドはネオナチと深いかかわりを持っている。彼等のように、ネオナチとの関連のあるブラックメタルは、National Socialist Black Metal（略称NSBM）と呼ばれる。ノクターナル・モルトゥムはバーズムを除けばおそらく最も有名なNSバンドだと思われる。

## メンバー
※「Suppuration」「Crystaline Darkness」時代も含む

### 現ラインナップ
- Knjaz Varggoth - ボーカル/ギター (1991– )
- Jurgis - ギター (2014– )
- Rutnar - ベース (2014– )
- Bairoth - ドラムス (2009– )
- Surm - キーボード (2018- )

### 旧メンバー
- Xaarquath - ベース (1991–2002)
- Munruthel - ドラムス (1991–2003)
- Edward Pichugin - ギター (1992–1993)
- Wortherax - ギター (1993–1996)
- Karpath - ギター (1993–1994, 1996–1999)
- Sataroth - キーボード ( –1996)
- Saturious - キーボード (1996–2014)
- Vrolok - ベース (2000–2011)
- Alzeth - ギター (2002–2007)
- Drum: Odalv - ドラムス (2003–2009)
- Astargh - ギター (2007–2011)
- Hoyzt - キーボード (2017–2018)

## ディスコグラフィー
オリジナル・アルバム
- 1997年 Goat Horns
- 1998年 To The Gates Of Blasphemous Fire
- 1999年 Нехристь
- 2004年 Мировоззрение
- 2009年 Голос сталі
- 2017年 Істина

ライブ・アルバム
- 2009年 Live in Katowice
- 2011年 Коловорот

コンピレーション
- 2004年 Eleven Years Among the Sheep

デモ
- 1995年 Twilightfall - 2003年CD化再発
- 1995年 Black Clouds Over Slavonic Lands - 2005年CD化再発
- 1996年 Lunar Poetry - 2001年CD化再発